# Trattato anti missili balistici
Il trattato anti missili balistici - conosciuto anche come trattato ABM (in inglese ABM Treaty) venne firmato da USA ed URSS il 26 maggio 1972 ed entrò in vigore il 3 ottobre dello stesso anno.
Il suo scopo era limitare le possibilità di difesa antimissile delle due parti, in modo da frenare la proliferazione delle armi nucleari offensive. In questo senso, il trattato fa parte della strategia delle relazioni sovietico-statunitensi durante la guerra fredda che prevedeva una parità strategica basata sulla dottrina della mutua distruzione assicurata.
In base al trattato anti-missile balistico, ciascuna delle parti aveva la possibilità di installare un solo sistema antimissile fisso di 100 missili da collocare o nella capitale o in un campo di missili ICBM. Inoltre, era esplicitamente vietato sviluppare un sistema antimissile in grado di coprire tutto il territorio nazionale. Altre clausole facevano sì che la capacità di ognuna delle parti di difendersi da un massiccio attacco nucleare strategico venisse fortemente limitata. L'effetto era che, anche se avesse optato per il cosiddetto "primo colpo", la Potenza attaccante sarebbe rimasta praticamente in balia della risposta massiccia (considerata inevitabile) dell'avversario, subendone terribili distruzioni.
Il trattato ABM si inserisce storicamente nella fase della guerra fredda in cui prevalsero negli Stati Uniti e nell'Unione Sovietica le forze convinte dell'impossibilità di vincere una guerra nucleare strategica. Per i nordamericani in particolare, in questa fase veniva considerato più utile assicurarsi una massiccia forza di secondo colpo (second strike) in modo da dissuadere l'URSS da un attacco assicurando la sua totale distruzione (deterrence by punishment, deterrenza per punizione); la seconda opzione, la possibilità di sferrare un primo colpo paralizzante per poi sostenere il secondo colpo sovietico minimizzando le perdite con l'uso di sistemi antimissile (deterrence by denial, deterrenza per negazione) non fu mai abbandonata ed anzi prese il sopravvento negli anni '80 sotto la presidenza di Ronald Reagan, che lanciò l'iniziativa di difesa strategica (SDI, chiamata anche Guerre stellari o Scudo spaziale) che svuotava il trattato ABM prevedendo una copertura antimissile totale del territorio americano.

## Recesso unilaterale statunitense
Con la dissoluzione dell'Unione Sovietica e la ridefinizione delle minacce compiuta dagli USA, il trattato ABM venne denunciato dal presidente George W. Bush il 13 giugno 2002, in seguito di una risoluzione del congresso a maggioranza repubblicana del 1997, durante l'amministrazione Clinton, che impegnava il governo degli Stati Uniti a disporre di un nuovo sistema di difesa anti-missile entro il 2003.
Nonostante i policymaker statunitensi avessero rassicurato Russia e Cina del fatto che il recesso dal trattato non fosse rivolto contro di loro, ma invece contro "stati canaglia" (così definiti da Bush) come Iran e Corea del Nord, la risposta di Mosca e Pechino fu dura, e si sviluppò sia tramite comunicati di condanna, che tramite iniziative di "internal balancing", ovvero rafforzamento del proprio deterrente nucleare, ed adozione di dottrine nucleari più aggressive.